# 福島正幸
福島 正幸（ふくしま まさゆき、1948年（昭和23年）1月3日 - ）は、日本の元競輪選手。群馬県前橋市出身。日本競輪学校第22期卒業。現役時代は日本競輪選手会群馬支部所属。登録番号7684。
1966年（昭和41年）デビュー。
群馬県立前橋商業高等学校中退。

## コンピューター
競輪解説者であった寺内大吉より、コンピューターというニックネームを授かったほど、現役時代は他のトップクラス選手よりも選手の心理を読むことに長け、また、レースの分析力にも卓越していたものを持っていた。その典型例が、下記に挙げるレースだったといわれている。
SPEEDチャンネルにおいて福島の特集が組まれた際、次のレースが紹介された。1970年の競輪王戦の決勝で、福岡の平田貞雄がメンバー的に見て自ら得意としていた捲りを繰り出しやすいと考えられ、本命視されていた。しかも残りあと1周を通過した時点で平田は4番手と絶好の位置につけていた。ところが後方に控えていた福島が稲村雅士を連れて最終ホームからスパートをかけ、2角付近では早くも先頭に躍り出るやそのまま押し切って優勝。2着に稲村。対して福島に先んじて捲られてしまった平田もその後懸命に福島－稲村を追うものの、3着が精一杯だった。このレースについて福島は、「平田さんが捲ろうとする前に自ら仕掛けていたこともあって、平田さんが踏み遅れてしまった」と述懐。相手が考えているだろうということに対して常に一つ、二つと先んじて考えてプレーするという、「知力」という概念を競輪界に持ち込んだ最初の選手が福島だったと言われている。
その源となったのが、日刊スポーツ競輪評論家であった鈴木保巳率いる「鈴木道場」にあったことは言うまでもなく、福島は鈴木の徹底なる指導により、極限まで自分を追い詰め続けた練習等の話は今も語り草になっているほど。また、鈴木の名を競輪界に広く広めることになったのは、愛弟子である福島の輝かしい功績があったからである。

## 3強時代
現役時代は同じ群馬の田中博（21期）、宮城の阿部道（23期）とともに、「3強時代」を形成。その3強時代である1970～74年の5年間に行われた特別競輪（現在のGI）19回のうち、この3選手が優勝した回数は11回（福島6回、阿部3回、田中2回）にも及ぶ。つまり、この5年間において、上記3強が優勝できなかった回数のほうが少なかったといえるわけで、その中において、福島の6回という回数は群を抜いているといえる。

## 同県なのにラインを組まない
上記3強のうち、福島と田中は同じ群馬であった。
普通、競輪では同県同士で同じレースに組まれれば、よほどのことがない限りはラインを組むものだが、この2選手に限っていえば、ラインを組んで競走した例がなかった。
その理由として、福島は「鈴木道場」の庇護の下、鈴木保巳の指導に基づいて常日頃から競走を行っていたのに対し、田中はこれといった師匠がおらず、まさに「一匹狼」的な存在で、自分で練習計画等を立てて競走に挑んでいたことに起因すると言われている。したがって、競輪に対するスタンスが全く違っていたからこそ、ラインを「組めなかった」といえるのかもしれない。
しかしながら、特別競輪決勝において、福島と田中で決着（連勝単式）した回数は実に3回もあった。

## 競輪史上に残る3強の名勝負
1973年（昭和48年）、高松競輪場で行われた第16回オールスター競輪決勝で、逃げる阿部、追う福島、さらに外から襲い掛かる田中という、まさに3強が直線に入って死闘を演じ、3選手がほぼ横一線でゴール。優勝は福島、2着田中、3着阿部であったが、3強がただ一回、特別競輪において表彰台を独占した大会であるとともに、競輪史上屈指の名勝負として、この当時を知る競輪ファンの語り草にもなっている。

## 群馬王国
福島、田中の他、当時群馬には稲村雅士、木村実成といったタイトルホルダーの他、多くのトップクラス選手がいたことから「群馬王国」と言われ、阿部らがいた「宮城王国」と合わせ、競輪界の一大勢力を築き上げた。

## あっけなく崩壊した3強時代
1975年（昭和50年）、千葉競輪場で行われた、第28回日本選手権競輪決勝において、当時22歳の新人選手だった愛知の高橋健二が最終ホームから一気にカマシに出た。一方、前で受けていた福島は高橋の動きに乗じようと1センターで捲りに出るも落車。高橋がそのまま押し切って優勝したが、高橋はマークする岐阜の須田一二三に「勝たせる」ために、捨て身の逃げに出たというのに、あまりのダッシュのよさに、福島は慌てて落車してしまった。
そして不思議なことに、この一戦以後、福島は特別競輪制覇どころか、決勝戦にほとんど駒を進めることさえできなくなっていった。それは3強を形成した田中、阿部も同様であり、当時3選手とも20代半ばか、漸く過ぎようという、競輪選手として一番脂が乗り切ろうとしていた頃だっただけに、この大会以後の3選手の凋落はあまりにも唐突だった。
3強「崩壊」以後の競輪界は、主に20代前半の選手が続々と特別競輪を制覇するという、「ヤング全盛時代」と言われ、また、優勝する選手がコロコロと変わることから、戦国時代さながらの状態が続いたが、中野浩一が後に平定することになる。

## 打倒、中野浩一
1975年の日本選手権決勝以後、福島は特別競輪に参加こそすれ、上述の通り、決勝戦へも駒を進められないといった苦悩の状態が続いていた。そんな中、師匠の鈴木保巳が、福島が中学時代、柔道をやっていたことに着眼して自転車に乗る練習ではなく、柔道の稽古をさせるというユニークな練習方法を考えた。すると1978年（昭和53年）あたりから福島は復調しはじめ、特別競輪においても徐々に活躍できるようになっていた。
そして、福島はどうしてもこの選手を破ってタイトルを再び取りたいと思っていた。それが中野浩一である。
同年、西宮競輪場で第21回オールスター競輪が行われ、決勝で福島と中野が対戦。正攻法に出た中野に対し、福島も、また他の選手も上昇しようとはせず、中野はそのまま逃がされる形となった。つまり、中野を後方においやれば、当時世界自転車選手権プロ・スクラッチ2連覇中の世界一のダッシュ力があるために太刀打ちできないが、中野を逃がせて自らが捲る展開になれば勝てると踏んでいた。さすがは輪界一の「策士」といえよう。まさにその通りの展開となり、8番手に控えた福島は満を持してバックから捲りに出た。
ところが、先に捲りを放っていた高橋健二が2センター付近で落車。この影響からか、福島のスピードは直線に入って鈍り、中野には先着したものの、マークしていた天野康博に最後抜かれ、2着に終わった。4年ぶりの特別競輪制覇に挑んだ福島だが、今度は高橋の落車にその成就を遮られ、その後福島に特別競輪制覇のチャンスは巡ってこなかった。同時に、この当時また国内無冠だった中野は次に行われた競輪祭・競輪王戦で念願の初タイトルを奪い、その後、「ミスター競輪」として君臨するのは言うまでもない。
なおこの一戦について、鈴木保巳はもしここで福島が優勝していれば中野の時代が訪れるのはもう少し遅れていたと思われると月刊競輪誌上にて述べており、中野が「ミスター競輪」としての第一歩を歩んだ大会であるとともに、三強時代の最後の生き残りともいうべき福島の時代はここで事実上完全に幕を下ろしたということがいえる。

## 突然の引退表明
1982年（昭和57年）の競輪祭4日目。一般戦で2着でゴールした福島はその後師匠の鈴木とともに記者会見を行い、この大会をもって現役を引退すると表明した。ところでこの引退についてはマスコミはもちろん、選手仲間も一切知らず、引退表明直前まで鈴木と福島だけしか知らなかったという内密裡に行われたものだった。
このようにした理由として、鈴木が、「競輪はギャンブルスポーツである以上、引退することを事前に表明することは、お客さんに迷惑をかけることになりかねない。」と考えたからで、記者会見での表明まで一切誰にも福島の引退話を触れさせなかったことに起因する。
ちなみに、1999年（平成11年）の日本選手権競輪開催直前に、井上茂徳が今大会をもって現役を引退すると表明したが、結局大会期間中、井上は一回も連（2着まで）に絡まなかったことで、鈴木は井上を痛烈に非難している。
引退表明の翌日、最終レース締切後ファンへの別れの挨拶にバンクに出た福島は、3度競輪祭を制した夕闇迫る思い出の小倉バンクをレーサーに乗って周回し手を振って別れをつげたが、普通こういう場合1周多くて2周だが福島はカントを登り金網の近くを何と4周して別れを惜しんだ。
同年12月31日に選手登録消除。

## 引退後の活動
引退後、福島は、前橋市内に「わがまま餃子」という餃子店をオープンさせ、経営者として再出発する傍ら、1984年（昭和59年）の西宮・オールスター決勝戦より、テレビ東京競輪中継の解説者としても活躍。キャッチフレーズは「ソフトな口調で鋭い解説」。また、月刊競輪誌上におけるコラムも担当するなど、競輪OBとして、現役時代に培った理論をもとに、厳しい論評を展開した。
1992年（平成4年）の高松宮杯競輪をもって中野浩一が現役を引退した直後から解説等、競輪に関する活動からは徐々に退いていく。
その後会員となっていた日本名輪会からも退会し経営者にほぼ専念することになり、「わがまま餃子」としては軽井沢にも支店を出すなど一定の成功を収めた後、餃子に続く第二の事業として新たに「正幸（まさこう）食品」を設立。前橋銘菓として有名だった片原饅頭（天保年間から片原饅頭志満屋本店が製造していたが1996年（平成8年）に後継者不在により閉店）の復興を目指し、「ふくまんじゅう」という名のまんじゅうの製造販売に乗り出した（店名「前ばし万十屋」）。志満屋本店の元職人頭を探し出して5年がかりで改良を重ねた。その後、片原饅頭の味がほぼ復元されたとして、2010年5月からはふくまんじゅうを改め『片原饅頭復元』と銘打って発売していた。しかし、自身も年を重ね、饅頭づくりを続けられなくなったとして、2020年11月15日に前ばし万十屋を閉じた。片原饅頭の事業については後継者を求めている。

## 主な獲得タイトルと記録
- 1967年 - 第9回競輪祭新人王戦（小倉競輪場）
- 1970年 - 第5回秩父宮妃賜杯競輪（西武園競輪場）、第12回競輪祭競輪王戦（小倉競輪場）
- 1972年 - 第23回高松宮杯競輪（大津びわこ競輪場）
- 1973年 - 第16回オールスター競輪（高松競輪場）、第15回競輪祭競輪王戦（小倉競輪場）
- 1974年 - 第16回競輪祭競輪王戦（小倉競輪場）
- 通算戦績1109戦533勝、2着172。勝率0.481、2連対率0.636。
- 年間賞金王3回 - 1970年・1972年・1975年
- 出場機会がなかった甲子園競輪場を除き、50の競輪場において優勝経験（現役当時、51箇所の競輪場があった）がある。

## エピソード
- 以下、引退直後の月刊競輪のインタビューより
  - 日焼けをしない体質でいつも足が白く、夏場はよくファンに『おーい福島、練習してんのか』と野次られた。
  - デビューして一流の域に近づくと、当時新人殺しで有名だった吉川多喜夫打倒を最初に考えた。
  - 自らの気の強さを持て余し、競輪選手にならなければ、おそらくヤクザになっていたと述懐。
  - スタート前の観客への礼の丁寧さはファンからの手紙でよく誉められた。
  - 中野浩一とは若く元気のいいときにガンガンやりたかった。

- とある年の前橋記念において、特選メンバーの選手は全員準決勝に進出できるにもかかわらず、「どうも納得できる走りができない。ましてや地元だし、お客さんにこれ以上迷惑を掛けられないので準決勝は欠場したい」と申し入れ、そのまま帰郷してしまったことがある。ちなみにそのときの特選の着順は2着だった。
- 最優秀選手に選出されたにもかかわらず、「どうしてもその日に練習しておかねばならないことがあるので欠席したい。」と申し出て、表彰選手授賞式を欠席した年があった。
- 一時ヒゲをたくわえていたことがあった。これは師匠の鈴木からのアドバイスもあってのことだという。
- 『わがまま餃子』の餃子メニューは30種類ほどにも及ぶ。
- 日本選手権競輪の大会期間中に行われるゴールデンレーサー賞の初代勝利者(1974年)であり、同賞は1978年にも勝っているが、同大会はついに一度も優勝できなかった。
- 日本自転車振興会から、追加斡旋の申し出があっても決まって断っていた。

### 主な語録
以下は、月刊競輪で当人がコラムを連載していた頃の話を中心にまとめた。
- 「ハンドルは、小・薬・中の3つの指で握れ」
  - この握り方だと乗車フォームが安定する。
- 「捲りを打てない選手は勝てない」
  - 先行選手のみならず、追い込み選手も同様
- 「特選よりも決勝のほうで大きな着順を取っている選手はプロ失格だ」
  - 記念競輪が前後節3日間制だった時代、特選と決勝のメンバー構成はだいたい似通ることが多かったため、決勝で特選よりも大きな着順を取る選手はファンの期待に相反しているという意味。
- 「先行選手は何よりも度胸が大事」
- 「追い込み選手はいらない」
  - 2001年の前橋記念ゲスト出演時の発言より。当時9割方追い込み型の選手がいたことに対する批判。
- 「1000mタイムトライアルは競輪の基本」
  - 師匠の鈴木保巳の持論でもあった。
- 「既に実績を挙げている選手に対して、レース後に批判するとはもってのほかだ」
  - 1986年のオールスター競輪決勝終了後、本田晴美が伊藤豊明に対して批判したことを踏まえ、月刊競輪のコラムで当人が本田をこう諭した。
- 「レースが開始される予定の時間になったら、バンクでもがきの練習をしろ」
  - 例えば、GIの決勝戦を前提とした場合ならば、午後4時頃。イメージトレーニングも意味している。
- 「競輪に関することであれば、とことん金をかけろ」
  - 例えば、自宅が普段練習を行っている場所よりも遠い選手であれば、練習地の近所に住まいを別に借りることも必要だと説いていた。
- 「強くなりたいのならば、強い選手のもとで一緒に練習しろ」
  - 一例として、松本整は、中野浩一と一緒に競輪学校で練習を行うようになって以降、特別競輪制覇などの実績を挙げるようになった。